# Mercado de valores mobiliários
Mercado de valores mobiliários é um segmento do mercado financeiro que viabiliza a transferência de recursos de maneira direta entre os agentes econômicos. Nestes casos, o investidor não tem poder de gerenciamento direto (as instituições financeiras atuam como prestadoras desse serviço), mas pode vender sua participação a qualquer momento (no mercado aberto) ou numa data de vencimento previamente especificada, se houver um contrato. O risco de uma possível inadimplência dos tomadores de recursos é dos próprios investidores.

## No Brasil
No Brasil, as operações que ocorrem no mercado de valores mobiliários são reguladas pela CVM - Comissão de Valores Mobiliários. Segundo o site da CVM, os valores mobiliários mais negociados no Brasil são ações, debêntures e quotas de fundos de investimento.
Originalmente, o art. 2º da Lei nº 6.385, de 7.12.76, apresentava uma lista fechada do que eram valores mobiliários, que incluía apenas:
"I - as ações, partes beneficiárias e debêntures, os cupões desses títulos e os bônus de subscrição;
II - os certificados de depósito de valores mobiliários;
III - outros títulos criados ou emitidos pelas sociedades anônimas, a critério do Conselho Monetário Nacional."
Com a reforma legal realizada pela Lei n° 10.303, de 31.10.2001, no entanto, essa lista, além de ser expandida, fez alterações nos três incisos originais.
Dessa feita, a redação do art. 2º da Lei nº 6.385/1976, passou a ser a seguinte:
"I - as ações, debêntures e bônus de subscrição;
II - os cupons, direitos, recibos de subscrição e certificados de desdobramento relativos aos valores mobiliários;
III - os certificados de depósito de valores mobiliários;
IV - as cédulas de debêntures;
V - as cotas de fundos de investimento em valores mobiliários ou de clubes de investimento em quaisquer ativos;
VI - as notas comerciais;
VII - os contratos futuros, de opções e outros derivativos, cujos ativos subjacentes sejam valores mobiliários;
VIII - outros contratos derivativos, independentemente dos ativos subjacentes
IX - quando ofertados publicamente, quaisquer outros títulos ou contratos de investimento coletivo, que gerem direito de participação, de parceria ou de remuneração, inclusive resultante de prestação de serviços, cujos rendimentos advêm do esforço do empreendedor ou de terceiros".